# 아와카쓰야마역
아와카쓰야마역(일본어: 安房勝山駅)은 일본 지바현 아와군 교난정에 있는 동일본 여객철도의 철도역이다.

## 역 구조
단선 승강장이다. 2014년까지는 섬식 1면 2선 구조의 지상역이며 역사와 승강장은 과선교로 이어져 있었다.
다테야마역이 관리하며, 역 업무는 JR 지바 철도 서비스가 대신 하고 있다. 오전 7시 5분부터 오후 5시 20분까지 초록 창구를 영업하고 있다. 간이 개찰기에서 스이카 및 제휴 교통카드의 사용이 가능하다.

### 승강장
| ■ 우치보 선 | 상행 | 기미쓰 · 기사라즈 · 고이 · 소가 · 지바 · 도쿄 방면 |
| ■ 우치보 선 | 하행 | 다테야마 · 지쿠라 · 아와카모가와 방면              |

## 역세권 정보
- 국도 제127호선
- 가쓰야마 해수욕장
- 다이로쿠 해수욕장

## 역사
- 1917년 8월 1일 - 일본국유철도의 역으로 개업하였다.
- 1987년 4월 1일 - 민영화에 따라 동일본 여객철도의 소속이 되었다.
- 2009년 3월 14일 - 스이카 도입.
- 2014년 3월 15일: 승강장이 단선화됨.

## 인접역
| 동일본 여객철도 우치보 선 | 동일본 여객철도 우치보 선 | 동일본 여객철도 우치보 선 |
| ------------------------- | ------------------------- | ------------------------- |
| 호타 소가 방면            | ■ 우치보 선               | 이와이 아와카모가와 방면  |